# Asteroscopus
Asteroscopus là một chi bướm đêm thuộc họ Noctuidae.

## Các loài
- Asteroscopus sphinx – The Sprawler (Hufnagel, 1766)
- Asteroscopus syriaca (Warren, 1910)

## Hình ảnh

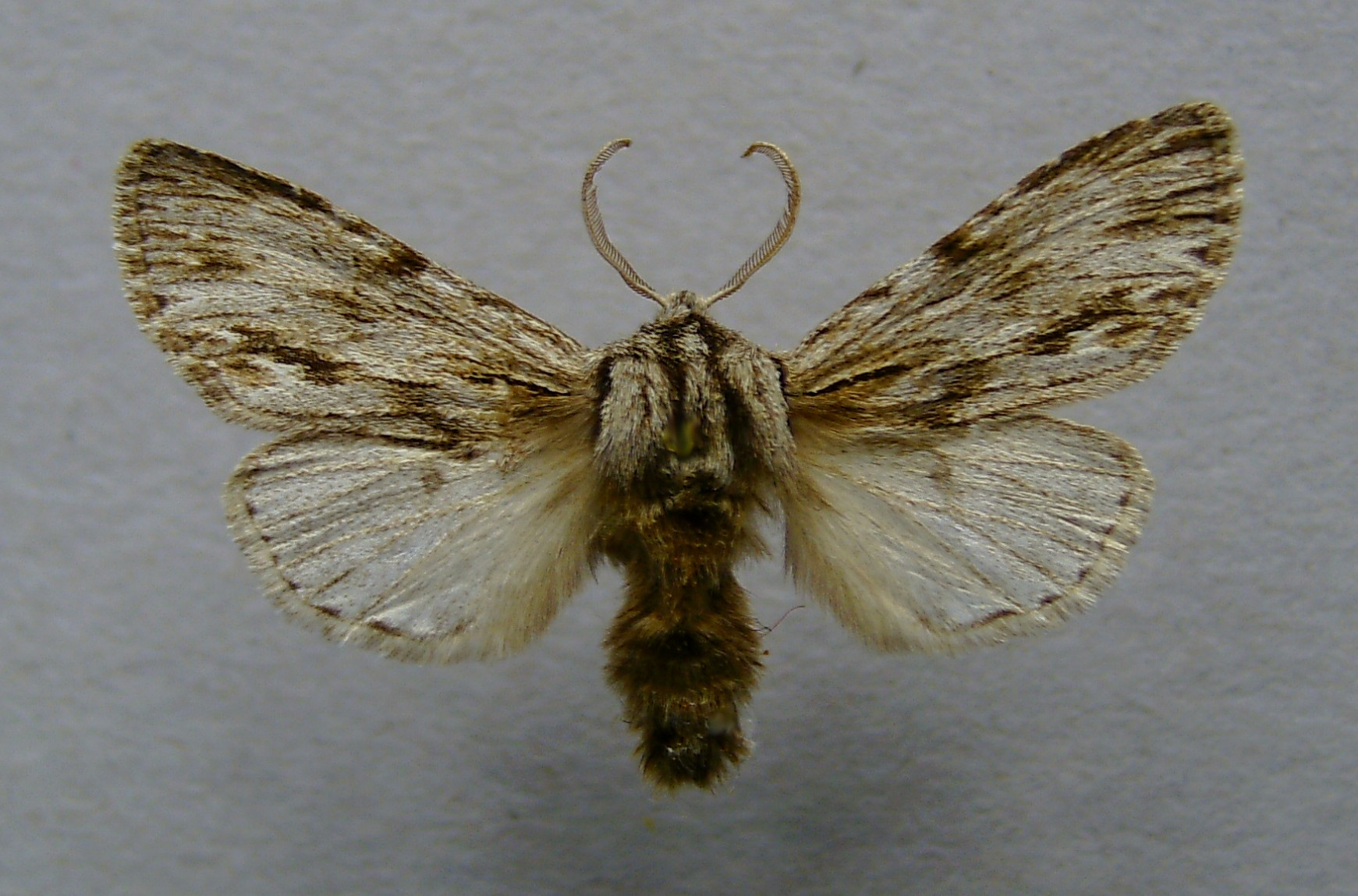